# Balotići
Balotići (en serbe cyrillique : Балотићи) est un village du nord-est du Monténégro, dans la municipalité de Rožaje.

## Démographie

### Évolution historique de la population
| 1948 | 1953 | 1961 | 1971 | 1981 | 1991 | 2003 |
| ---- | ---- | ---- | ---- | ---- | ---- | ---- |
| 772  | 862  | 909  | 735  | 886  | 971  | 785  |